# Écologie queer

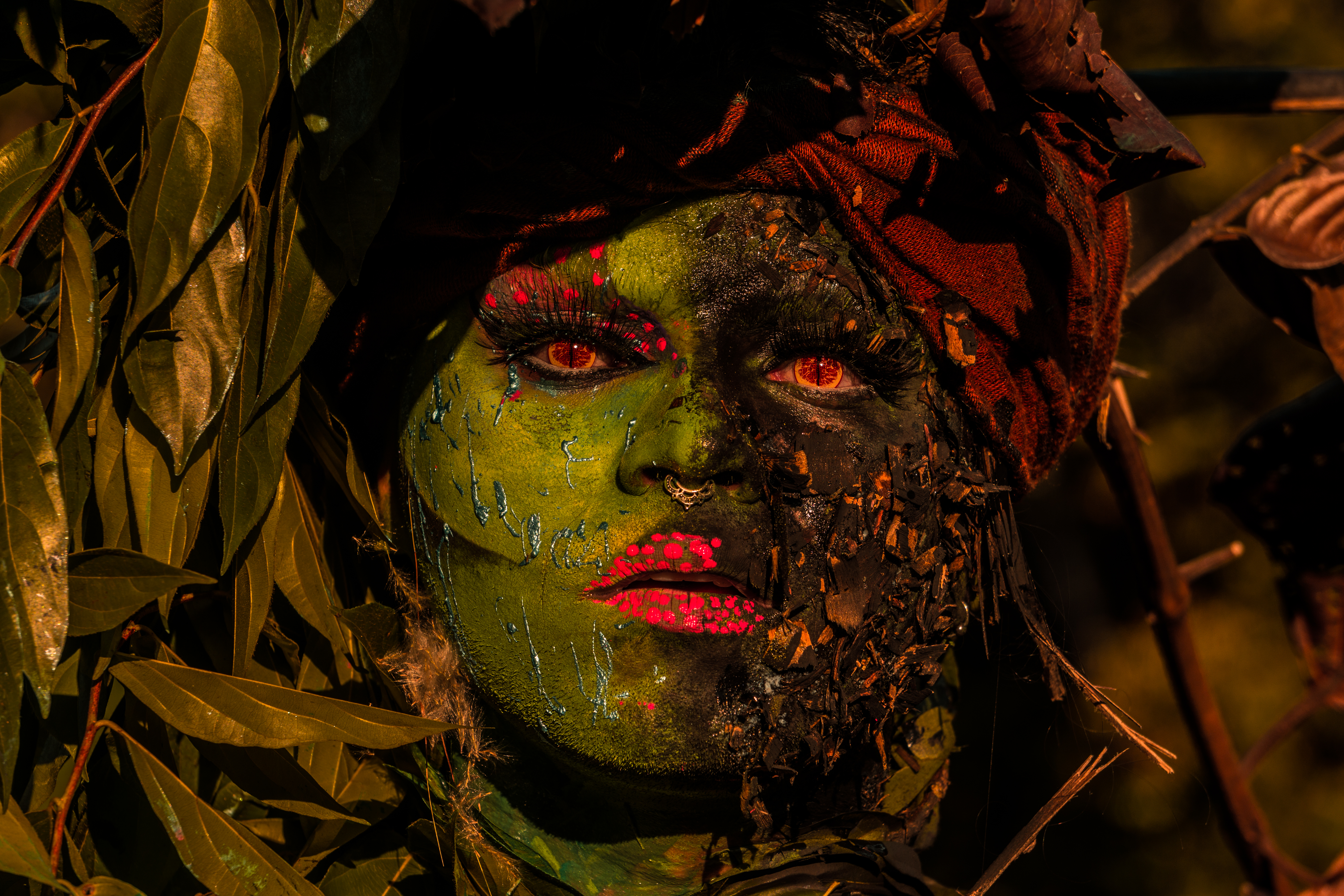
L'artiste mundunruku Uýra utilise le drag pour porter des messages écologistes

Le terme écologie queer fait référence à une série de pratiques qui cherchent à réinventer la nature, la biologie et la sexualité à la lumière de la théorie queer. 
L'écologie queer interroge les notions hétérosexistes de la nature, en s'inspirant d'un large éventail de disciplines, notamment les Science studies, l'écoféminisme, la justice environnementale et la géographie queer. Cette perspective brise divers « dualismes » qui existent dans la compréhension humaine de la nature et de la culture.

## Aperçu
L'écologie queer reconnaît que les gens considèrent souvent la nature en termes de notions dualistes telles que « naturel et non naturel », « vivante ou non vivante » ou « humaine ou non humaine », alors qu'en réalité, la nature existe dans un état continu. L'idée de «naturel» découle des perspectives humaines sur la nature, et non de la « nature » elle-même.
L'écologie queer rejette les idées d'exceptionnalisme humain et d' anthropocentrisme qui proposent que les humains sont uniques et plus importants que toute autre nature non humaine. Plus précisément, l'écologie queer remet en question les idées traditionnelles concernant les organismes, les espèces et les individus qui ont de la valeur. 
L'écologie queer identifie également que les idées hétéronormatives saturent la compréhension humaine de la « nature » et de la société humaine, et appelle à l'inclusion des queers dans les mouvements environnementaux. Elle rejette les associations qui existent entre « naturel » et « hétérosexuel », et attire l'attention sur la façon dont la nature et les groupes sociaux marginalisés ont été historiquement exploités. 
L'application de l'écologie queer se fait en abandonnant les idées de ce qui est « naturel », en se débarrassant des généralisations du comportement humain et animal, en reconnaissant la diversité du monde naturel et en facilitant un discours centré sur l'homosexualité. À travers le prisme de l'écologie queer, tous les êtres vivants sont considérés comme connectés et interreliés.

## Définition
« Le terme « écologie queer »  fait référence à une constellation vaste et interdisciplinaire de pratiques qui visent, de différentes manières, à perturber les articulations discursives et institutionnelles hétérosexistes dominantes de la sexualité et de la nature, et également à reimaginer les processus évolutifs, les interactions écologiques et politique environnementale à la lumière de la théorie queer. S'inspirant de traditions aussi diverses que la biologie évolutive, les mouvements LGBTTIQQ2SA (lesbiens, gays, bisexuels, transgenres, transsexuels, intersexes, queer, en questionnement, bispirituels et asexués), et la géographie et l'histoire queer, les études scientifiques féministes, l'écoféminisme et l'environnement justice, l'écologie queer met actuellement en évidence la complexité de la biopolitique contemporaine, établit des liens importants entre les dimensions matérielles et culturelles des questions environnementales, et insiste sur une pratique articulatoire dans laquelle le sexe et la nature sont appréhendés à la lumière de multiples trajectoires de pouvoir et de matière. 

## Histoire
Les débuts théoriques de l'écologie queer remontent généralement à ce qui est considéré comme les textes fondateurs de la théorie queer. Par exemple, l'universitaire Catriona Sandilands cite les origines de l'écologie queer dans The History of Sexuality (1976) de Michel Foucault. Sandilands suggère que Foucault « jette les bases de nombreuses études écologiques queer contemporaines » en examinant la conception du sexe comme « un objet spécifique de connaissance scientifique, organisé à travers, d'une part, une « biologie de la reproduction » qui considère le comportement sexuel humain en relation aux physiologies de la reproduction végétale et animale, et d'autre part, une « médecine du sexe » qui concevait la sexualité humaine en termes de désir et d'identité. Foucault explique la « médecine du sexe » comme une manière de parler de la santé humaine distincte de la « médecine du corps ». Les premières notions d'écologie queer viennent également de la poésie d'Edward Carpenter, qui a abordé les thèmes de la sexualité et de la nature dans son travail.
Le travail de Judith Butler concernant le genre a également jeté une base importante pour l'écologie queer. Plus précisément, Butler explore le genre en tant que performance dans son livre de 1990, Gender Trouble: Feminism and the Subversion of Identity. L'écologie queer propose que lorsque la notion de performance de Butler est appliquée au domaine de l'écologie, elle démantèle le « binaire nature-culture ». Du point de vue de l'écologie queer, il n'existe pas de différences essentielles entre « nature » et « culture ». Au contraire, les humains qui ont catégorisé la « nature » et la « culture » comme étant distinctes l'un de l'autre réalisent ces différences. D'un point de vue scientifique, la « nature » ne peut pas être pleinement comprise si les animaux ou les particules sont considérés comme des entités distinctes et stagnantes ; la nature existe plutôt comme un « réseau » d'interactions. 
En partie, l'écologie queer a également émergé du travail écoféministe. Bien que l'écologie queer rejette les traits d' essentialisme trouvés dans les premiers écoféminismes, des textes écoféministes tels que Gyn/Ecology de Mary Daly (1978) ont jeté les bases d'une compréhension des intersections entre les femmes et l'environnement. L'écologie queer développe ces compréhensions intersectionnelles qui ont commencé dans le domaine de l'écoféminisme sur la façon dont le sexe et la nature ont été historiquement représentés. En tant que théorie politique qui insiste sur l'imbrication des problèmes écologiques et sociaux, l'écologie queer a été comparée au concept d'écologie sociale  puisque les deux sont des théories politiques qui insistent sur le fait que les problèmes écologiques et sociaux sont liés.
En mai 1994, un essai éditorial dans UnderCurrents : Journal of Critical Environmental Studies intitulé « Queer Nature » a introduit la notion d'écologie queer. L'ouvrage a identifié le pouvoir perturbateur possible lorsque l'on examine les catégories normatives associées à la nature. L'article affirmait que les hommes hétérosexuels blancs détenaient le pouvoir sur la politique de la nature, et ce modèle ne peut pas continuer. La pensée et la littérature écologistes queer ont également été présentées dans ce numéro sous forme de poésie et de soumissions d'art – déconstruisant l'hétéronormativité au sein des sexualités humaines et environnementales. Plus tard en 2015, Undercurrents a publié une mise à jour de son numéro original et un podcast  pour célébrer 20 ans d'études continues sur l'écologie queer.
Récemment, des films comme Avatar de James Cameron ont commencé à populariser des idées centrales à l'écologie queer.

## Hétérosexisme et environnement
L'écologie queer reconnaît que les gens associent souvent l'hétérosexualité à l'idée de « naturel », contrairement, par exemple, à l'homosexualité, que les gens associent à « contre nature ». Ces attentes vis-à-vis de la sexualité et de la nature influencent souvent les études scientifiques sur la faune non humaine. Le monde naturel défie souvent les notions hétéronormatives détenues par les scientifiques, aidant les humains à redéfinir notre compréhension culturelle de ce qui est « naturel » et aussi comment nous pouvons penser les espaces environnementaux de manière queer. Par exemple, dans « The Feminist Plant : Changing Relations with the Water Lily », Prudence Gibson et Monica Gagliano expliquent comment le nénuphar défie les notions hétérosexistes. Ils soutiennent que parce que le nénuphar est bien plus que sa réputation de plante « pure » ou « féminine », nous devons réévaluer notre compréhension des plantes et reconnaître le lien entre la biologie végétale et les modèles de pratique culturelle à travers une lentille féministe.

## Réinventer les perspectives scientifiques
Dans les disciplines des sciences naturelles comme la biologie évolutive et l'écologie, l'écologie queer permet aux chercheurs de réimaginer les binaires culturels qui existent entre « naturel et non naturel » et « vivant et non vivant ».
Timothy Morton propose que la biologie et l'écologie déconstruisent les notions d'authenticité. Plus précisément, il propose que la vie existe comme un maillage d'interrelations qui brouille les frontières scientifiques traditionnelles, comme les espèces, vivantes et non vivantes, humaines et non humaines, et même entre un organisme et son environnement. L'écologie queer, selon Morton, met l'accent sur une conception de la vie qui transcende les dualismes et les frontières distinctives, plutôt que de concevoir la vie comme un ensemble de relations uniques qui existent entre les formes de vie à différentes échelles. L'écologie queer nuance les perspectives évolutives traditionnelles sur la sexualité, considérant l'hétérosexualité comme impraticable à de nombreuses échelles et comme un développement évolutif « tardif ».
D'autres chercheurs contestent le contraste qui existe entre les classifications « humaines » et « non humaines », proposant que l'idée de « fluidité » de la théorie queer devrait également s'étendre à la relation entre les humains et l'environnement.
La théorie de la sélection sexuelle de Darwin a été critiquée lorsqu'elle a été contre-interrogée avec de nouvelles données. L'idée de Darwin selon laquelle les mâles rivalisent pour les femelles chez les espèces d'oiseaux a été réfutée par des données montrant qu'un surplus de mâles provoque rarement une compétition masculine agressive pour les femelles. Les groupes religieux homophobes justifient leur parti pri anti-LGBTQ+ en utilisant des théories darwiniennes selon lesquelles l'homosexualité conduira à l'extinction humaine. Roughgarden soutient que la théorie de la sélection sexuelle de Darwin est fausse, affirmant que « la diversité révèle la stabilité évolutive et l'importance biologique des expressions du genre et de la sexualité, qui vont bien au-delà de la binarité mâle/femelle traditionnelle ».

## Écologie queer et société humaine
L'écologie queer est également pertinente lorsque l'on considère la géographie humaine. Par exemple, Catriona Sandilands considère les communautés séparatistes lesbiennes de l'Oregon comme une manifestation spécifique de l'écologie queer. Les communautés marginalisées, selon Sandilands, créent de nouvelles cultures de la nature contre les relations écologiques dominantes. Les questions environnementales sont étroitement liées aux relations sociales qui incluent la sexualité, et donc une alliance forte existe entre la politique queer et la politique environnementale. La « géographie queer » attire l'attention sur l'organisation spatiale de la sexualité, qui implique des problèmes d'accès aux espaces naturels, et de sexualisation de ces espaces. Cela implique que des relations écologiques uniques découlent de ces expériences basées sur la sexualité. De plus, l'écologie queer perturbe l'association de la nature avec la sexualité. Matthew Gandy propose que les parcs urbains, par exemple, soient hétéronormatifs parce qu'ils reflètent des hiérarchies de proprété et de propriété. « Queer », dans le cas de la nature urbaine, renvoie à la différence spatiale et à la marginalisation, au-delà de la sexualité.
L'écologie queer est également importante au sein des ménages individuels. En tant qu'espace influencé par la société, la maison est souvent une écologie qui perpétue l'hétéronormativité. Will McKeihen examine l'écologie queer à la maison en considérant les implications de l'étiquette « dame folle aux chats ». Parce que la dame folle aux chats défie souvent les attentes hétérosexistes de la société pour la maison, car elle, au lieu d'avoir un partenaire romantique, masculin et humain, traite les animaux comme des compagnons légitimes. Ce rejet des normes hétéropatriarcales et l'acceptation d'une intimité inter-espèces font de la maison une écologie queer.
L'écologie queer fait également son chemin dans l'économie féministe, centrée sur la garde des enfants et la reproduction. Les féministes anticapitalistes utilisent l'écologie queer pour démêler la binarité du genre, y compris les liens entre le potentiel reproductif du corps féminin et la responsabilité de la reproduction sociale et de la garde des enfants. 

## Arts et littérature

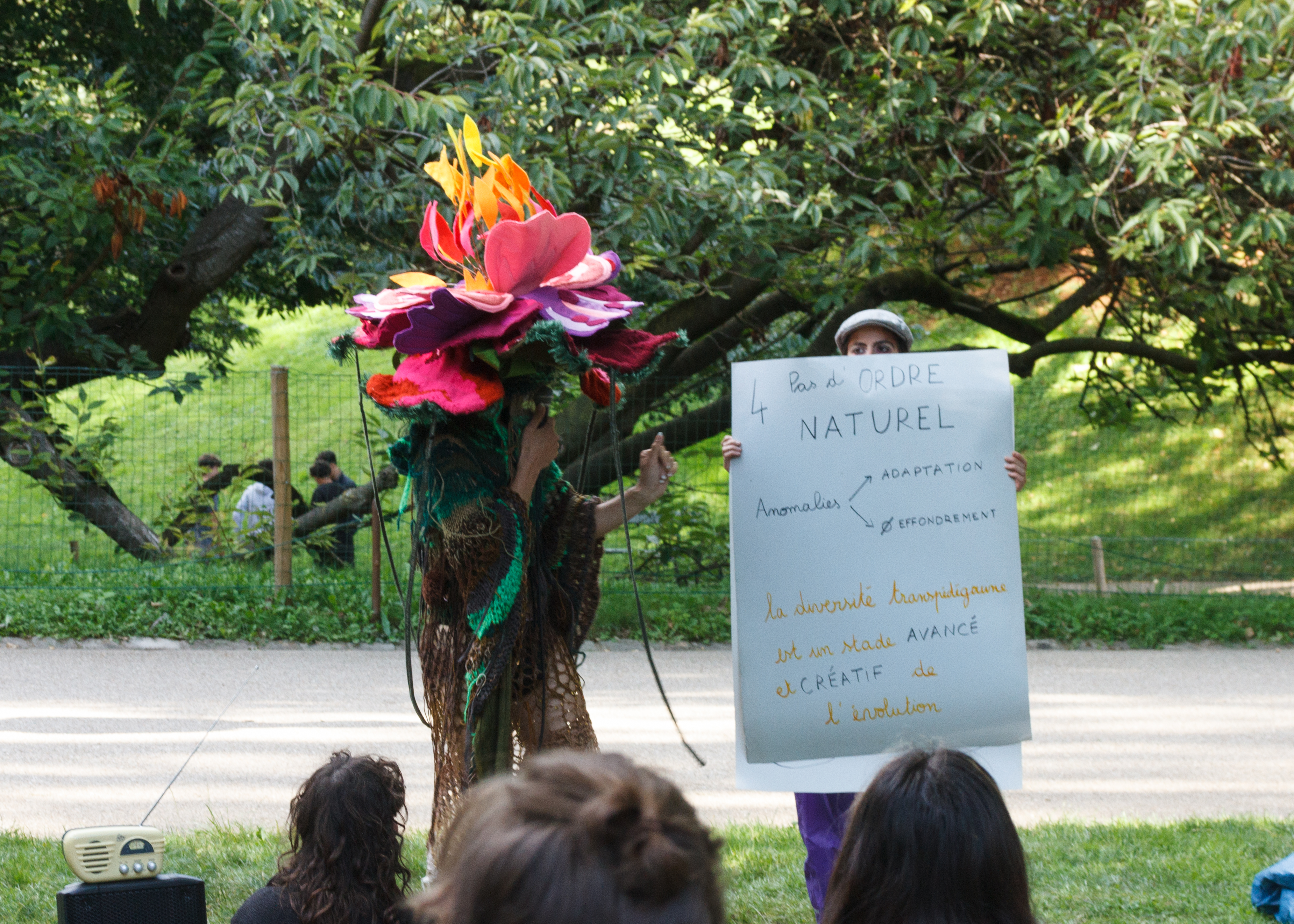
Performance Club Kids de 2024 faisant le lien entre écologie queer et écologie décoloniale

Certains ont commencé à appliquer la notion d'écologie queer à leur travail dans les arts visuels, le théâtre et la littérature.
Le théâtre est un cadre important pour explorer les idées de l'écologie queer parce que le théâtre fournit un environnement pour concevoir un monde indépendant des binarités construites et de l'hétéronormativité du monde extérieur. Ainsi, le théâtre peut construire des « écologies queer » temporaires sur scène. Le théâtre peut représenter une société hypothétique de coexistence radicale en brouillant les lignes en remettant en question les binarités sociales, les hiérarchies « naturelles » et bousculer l'idée que la terre serait une entité non vivante. 
Récemment, des artistes visuels ont également fait allusion aux idées centrales de l'écologie queer. Par exemple, le projet multimédia de 1997 Lesbian National Parks and Services, développé par le duo d'artistes canadiens Shawna Dempsey et Lorri Millan, conteste l'idée des parcs nationaux et « questionne les idées du grand public sur le tourisme, les loisirs et l'environnement naturel. »  De plus, le collectif d'artistes The Institute of Queer Ecology cherche à « entretenir un nouveau paradigme environnemental basé sur les concepts d'interconnectivité et d'inséparabilité ».  Ils ont participé à des expositions collectives, organisé des expositions et édité The Queer Issue du zine Ecocore.
Les notions fondamentales de l'écologie queer sont présentes dans les écrits de Henry David Thoreau, Herman Melville, Willa Cather et Djuna Barnes. Ces écrivains questionnent la croyance commune selon laquelle la littérature environnementale se compose exclusivement de doctrine hétérosexuelle et chacun de leurs travaux met en lumière les manières dont la sexualité humaine est liée à la politique environnementale. Robert Azzarello, en outre, a identifié des thèmes communs de queerness et d'études environnementales dans la littérature romantique et post-romantique américaine qui remettent en question les idées conventionnelles de ce qui est « naturel ».